# Kevin Zeroli
Kevin Zeroli, né le 11 janvier 2005 à Busto Arsizio en Italie, est un footballeur italien qui évolue au poste de milieu de terrain à l'AC Monza, en prêt de l'AC Milan.

## Biographie

### Carrière en club
Formé à l’AC Milan depuis ses 5 ans, Zeroli signe son premier contrat professionnel avec le club en juin 2023, valide jusqu’en 2027. Lors de la saison 2023-2024, il est capitaine de l’équipe des moins de 19 ans, en championnat Primavera. Il fait ses débuts professionnels avec l’équipe première le 30 décembre 2023, entrant en jeu lors d’une victoire 1-0 en Serie A à domicile contre Sassuolo.
Le 10 août 2024, il devient le premier capitaine du Milan Futuro, la nouvelle équipe réserve du Milan, lors d’une victoire 3-0 à l’extérieur contre Lecco au premier tour de la Coupe de Serie C.
Le 3 février 2025, il est prêté pour six mois à l'AC Monza, club de Serie A, jusqu’à la fin de la saison 2024-2025.

### En sélection
Avec l'équipe d'Italie, Zeroli dispute le Championnat d'Europe des moins de 19 ans 2024, don't l'Italie est demi-finaliste.

## Style de jeu
Milieu de terrain moderne, Kevin Zeroli évolue principalement en tant que milieu créatif, incarnant parfaitement le rôle du numéro 8. Doté d’une belle qualité technique et d’un excellent jeu de tête, il se distingue aussi par son gabarit imposant qui lui permet de rivaliser physiquement avec les joueurs les plus aguerris. Capable d’évoluer aussi bien dans un milieu à trois qu’à deux, il sait se projeter vers l’avant et apporter du danger dans la surface adverse,.

## Statistiques

### En club
| Saison                | Club                  | Championnat           | Championnat | Championnat | Championnat | Coupe(s) nationale(s) | Coupe(s) nationale(s) | Coupe(s) nationale(s) | Compétition(s) continentale(s) | Compétition(s) continentale(s) | Compétition(s) continentale(s) | Compétition(s) continentale(s) | Total | Total | Total |
| Saison                | Club                  | Division              | M.          | B.          | P.d.        | M.                    | B.                    | P.d.                  | Comp.                          | M.                             | B.                             | P.d.                           | M.    | B.    | P.d.  |
| 2023-2024             | AC Milan              | Serie A               | 3           | 0           | 0           | 1                     | 0                     | 0                     | C3                             | 0                              | 0                              | 0                              | 4     | 0     | 0     |
| 2024-2025             | AC Milan              | Serie A               | 1           | 0           | 0           | 0                     | 0                     | 0                     | C1                             | 0                              | 0                              | 0                              | 1     | 0     | 0     |
| Sous-total            | Sous-total            | Sous-total            | 4           | 0           | 0           | 1                     | 0                     | 0                     | -                              | 0                              | 0                              | 0                              | 5     | 0     | 0     |
| 2024-2025             | AC Milan rés. (prêt)  | Serie C               | 15          | 4           | 0           | 2                     | 0                     | 0                     | -                              | -                              | -                              | -                              | 17    | 4     | 0     |
| 2024-2025             | AC Monza (prêt)       | Serie A               | 6           | 0           | 0           | 0                     | 0                     | 0                     | -                              | -                              | -                              | -                              | 6     | 0     | 0     |
| Total sur la carrière | Total sur la carrière | Total sur la carrière | 25          | 4           | 0           | 3                     | 0                     | 0                     | -                              | 0                              | 0                              | 0                              | 28    | 4     | 0     |